# Krista Sager

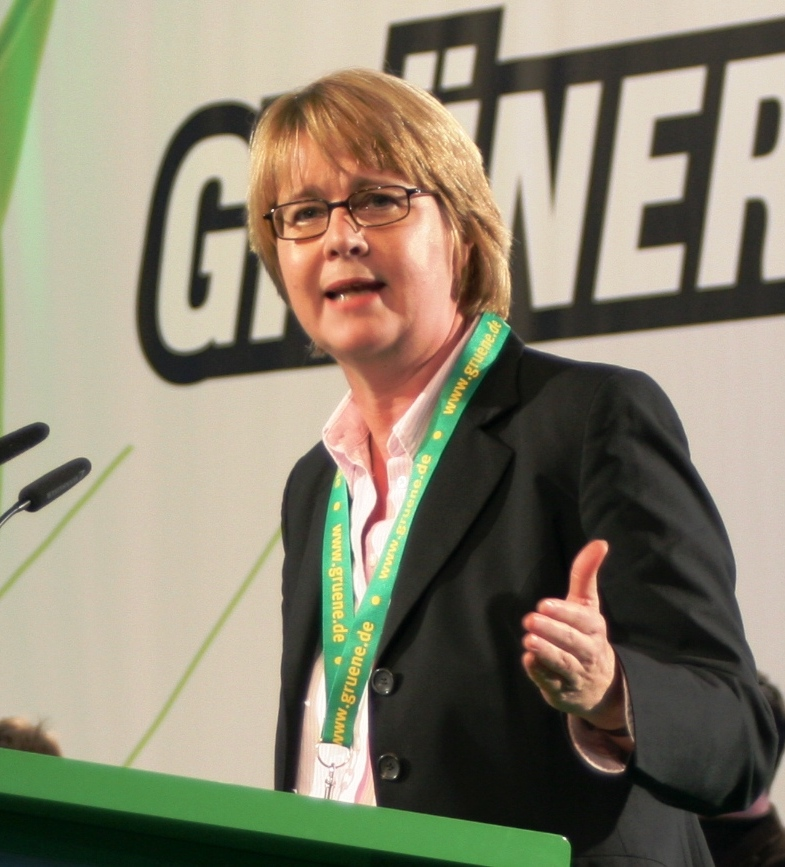
Krista Sager, 2006

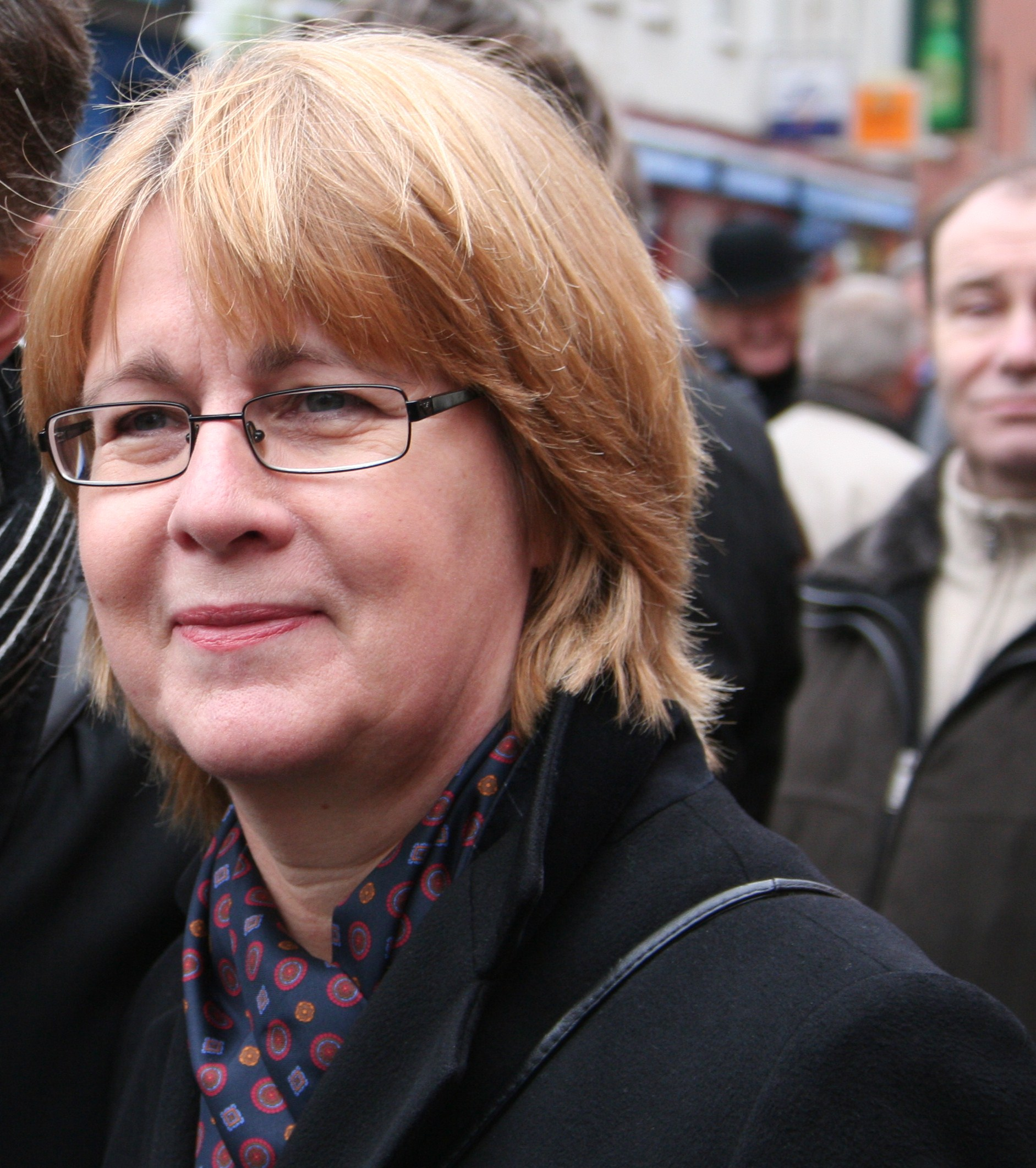
Krista Sager, 2009

Krista Sager (* 28. Juli 1953 in Bremen als Krista Schuller) ist eine deutsche Politikerin der Partei Bündnis 90/Die Grünen.
Sie war von 1997 bis 2001 Zweite Bürgermeisterin und Senatorin für Wissenschaft, Forschung und Gleichstellung der Freien und Hansestadt Hamburg und von 2002 bis 2005 mit Katrin Göring-Eckardt Vorsitzende der Bundestagsfraktion Bündnis 90/Die Grünen. Danach war sie bis 2009 stellvertretende Fraktionsvorsitzende der Grünen im Deutschen Bundestag.

## Leben und Beruf
Nach dem Abitur in Bremen begann sie 1972 ein Lehramtsstudium für Deutsch und Geschichte an Gymnasien in Hamburg, das sie 1979 mit dem 1. Staatsexamen abschloss. Daran anschließend hielt sie sich bis 1981 für einen Forschungsaufenthalt in Dänemark auf. Nach dem 2. Staatsexamen 1985 war sie bis 1989 Lehrerin in der Erwachsenenbildung.
Krista Sager ist mit dem früheren Spiegel-Redakteur und ehemaligen HSV-Aufsichtsratvorsitzenden Manfred Ertel verheiratet.

## Politische Tätigkeit
Nachdem sie während ihres Studiums politisch u. a. bis 1976 in der „Sozialistischen Studentengruppe“ des Kommunistischen Bundes Westdeutschland (KBW) aktiv und danach in Bürgerinitiativen gegen Atomkraft, für Umwelt und für Menschenrechte in der Türkei gewesen war, engagierte sich Sager ab 1982 bei der Grün-Alternative Liste (GAL), dem Hamburger Landesverband der Grünen. 1983 wurde sie Mitglied der Grünen und des GAL-Landesvorstandes in Hamburg. Von 1994 bis 1996 war sie zusammen mit Jürgen Trittin Sprecherin des Bundesvorstandes von Bündnis 90/Die Grünen. Von 1996 bis 1997 war sie GAL-Landesvorsitzende in Hamburg. Sie gehörte dem Parteirat der Grünen an.
Von 1989 bis 1994, 1997 und von 2001 bis 2002 war sie Mitglied der Hamburgischen Bürgerschaft. Dort war sie von 1991 bis 1993, 1993 bis 1994, 1997, und von 2001 bis 2002 Vorsitzende der Grünen Bürgerschaftsfraktion. Unter anderem war sie in dieser Zeit Sprecherin der Fraktion für Wirtschaft und Finanzen. 1993 war sie Spitzenkandidatin der GAL bei der Bürgerschaftswahl, bei der die Hamburger GAL 13,5 % errang. Bei den anschließenden gescheiterten Koalitionsverhandlungen mit der SPD unter dem damaligen Ersten Bürgermeister Henning Voscherau war sie Verhandlungsführerin der Grünen. 1997 war Krista Sager erneut Spitzenkandidatin der GAL, die ihr Ergebnis auf 13,9 % verbessern konnte – ein Ergebnis, das die Grünen erst 2020 übertrafen.
Nach Bildung der rot-grünen Koalition unter dem Ersten Bürgermeister Ortwin Runde (SPD) wurde sie am 12. November 1997 zur Zweiten Bürgermeisterin und zur Senatorin für Wissenschaft und Forschung berufen. In dieser Funktion führte sie Ziel- und Leistungsvereinbarungen auf der Basis mehrjähriger Globalbudgets ein, entwickelte ein Hochschulgesetz, das den Hochschulen mehr Autonomie zusichern sollte, und legte den Grundstein für das Zentrum für Marine und Atmosphärische Wissenschaften. In dieser Zeit wurde sie in den Senat der Max-Planck-Gesellschaft berufen. Als Gleichstellungssenatorin setzte sie die so genannte Hamburger Ehe für schwule und lesbische Paare als Vorläufer der späteren eingetragenen Lebenspartnerschaft durch. Nach dem Verlust der rot-grünen Mehrheit bei der Bürgerschaftswahl 2001 schied sie aus der Landesregierung aus.
Von 2002 bis 2013 war sie Mitglied des Deutschen Bundestages. Hier wurde sie im Oktober 2002 gemeinsam mit Katrin Göring-Eckardt zur Vorsitzenden der Bundestagsfraktion Bündnis 90/Die Grünen gewählt. Nach der Bundestagswahl 2005 verzichtete sie auf eine Kandidatur für das Amt der Fraktionsvorsitzenden. Von 2005 bis 2009 war sie stellvertretende Fraktionsvorsitzende und politische Koordinatorin des Arbeitskreises Wissen & Generationen der grünen Bundestagsfraktion. Von 2009 bis 2013 war sie wissenschaftspolitische Sprecherin ihrer Fraktion und Obfrau im Bildungs- und Forschungsausschuss des Bundestages.
Krista Sager zog stets über die Landesliste Hamburg in den Deutschen Bundestag ein. Zur Bundestagswahl 2013 trat sie nicht wieder an.

## Mitgliedschaften
Sager ist unter anderem Mitglied im Senat der Max-Planck-Gesellschaft, im Kuratorium des Fraunhofer-Institut für System- und Innovationsforschung (ISI) in Karlsruhe und im Stiftungsrat der Wissenschaftsstiftung Ernst Reuter in Berlin. Krista Sager ist außerdem Mitglied des Hamburger Fußballvereins FC St. Pauli. Sie gehört der Mitgliederversammlung der Heinrich-Böll-Stiftung an. Seit 2014 ist Sager Mitglied des Kuratoriums der Humboldt-Universität zu Berlin. Sie war darüber hinaus Mitglied des Hochschulrates der Johannes Gutenberg-Universität Mainz und ist Mitglied des Stiftungsrates der Leuphana Universität Lüneburg und des Kuratoriums der Akademie der Wissenschaften in Hamburg.